# Санниколау Роман (Бихор)
Санниколау Роман (рум. Sânnicolau Român) насеље је у Румунији у округу Бихор у општини Санниколау-Роман. Oпштина се налази на надморској висини од 101 m.

## Становништво
Према подацима из 2011. године у насељу је живело 1218 становника.

### Хронологија
| Година       | 2003 | 2004 | 2005 | 2006 | 2007 | 2008 | 2009 | 2010 | 2011 | 2012 | 2013 | 2014 | 2015 | 2016 | 2017 |
| ------------ | ---- | ---- | ---- | ---- | ---- | ---- | ---- | ---- | ---- | ---- | ---- | ---- | ---- | ---- | ---- |
| Становништво | 2061 | 2079 | 2059 | 2061 | 2119 | 2166 | 2207 | 2223 | 2229 | 2254 | 2250 | 2254 | 2248 | 2281 | 2305 |